# السعيد عبد الصمد الزناتي
الشيخ السعيد عبد الصمد الزناتي  (20 أبريل 1927 - 8 أغسطس 1990) هو قارئ قرآن مصري، ولد بقرية القيطون، محافظة الدقهلية.

## حياته
ولد في 20 أبريل 1927 في قرية القيطون، مركز المنصوره بمحافظة الدقهلية. نشأ في قريته في بيت بسيط متواضع وأسرة يحفظ عائلها القرآن الكريم وهو(الشيخ عبد الصمد الزناتي).
لما بلغ سن العاشرة من عمره أرسله والده وسلمه إلى شيخ كتّاب القرية (إبراهيم موسى) أحد علماء القرية فأولاه رعاية وعناية، واهتم به لما وجد لديه النبوغ وسرعة الحفظ فكان يعطيه في نهاية اليوم مساحه من الوقت ليعلمه كيفية قراءة القرأن بالتجويد. أتمّ حفظ القرآن الكريم كاملاً قبل أن يبلغ سن الثانية عشر وراجعه وتعلم أحكامه. قبل أن يبلغ سن الثالثة عشر من عمره عرضه والده على الشيخ (إبراهيم مرسى بكر البناسي) في قرية كفر أيوب مركز بلبيس بمحافظة الشرقية، والتي تبعد عن قرية القيطون بلدة الشيخ السعيد 50 كيلو متراً؛ وظل الشيخ عبد الصمد يتردد على الشيخ إبراهيم مرسى بكر البناسي بصحبة نجله (السعيد) لمدة عامين حتى درس علوم القرآن وقراءاته على يد الشيخ إبراهيم بكر. ولما بلغ سن السابعة عشر من عمره كان قد أتم دراسته للقراءات السبع، ثم طيبة النشر في القراءات العشر، ثم الشواذ من القراءات التي أصرّ شيخه أن يدرّسها له من باب العلم والمعرفة وأوصاه بألا يقرأ بها للعامة لأنها للدراسة والعلم فقط وذلك لضعف سندها وروايتها.

### بداية الشهرة
لأن الشيخ السعيد عبد الصمد الزناتي ولد بمحافظة الدقهليه وحفظ القرآن الكريم بها ثم درس علوم القرآن بمحافظة الشرقية ثم انتقل بعد ذلك ليقيم بمحافظة القليوبية وبالتحديد في مدينة كفر شكر عام 1960 عرف كقارئ للقران الكريم بهذه المحافظات الثلاث وذلك قبل أن يبلغ الثلاثين من عمره فانهالت عليه الدعوات من تلك هذه المحافظات لأحياء المناسبات والسهرات الدينية كقارئ للقرآن الكريم. التحق بالإذاعة المصرية عام 1960م. استطاع الانفراد بمدرسة أُطلق عليها (مدرسة الحجاز) ولقب بملك الحجاز نسبة إلى مقام الحجاز بضم الحاء حيث أن مقام الحجاز أحد المقامات الموسيقية والنغميه التي تحتاج لموهوب فذ عبقرى يترجم مابها من وقع على آذان ومشاعر السامعين.

### مدرسته وتلاميذه
في الفترة من 1950م وحتى عام 1990م استطاع الشيخ السعيد عبد الصمد الزناتي أن يؤسس منهجاً تأثر به عدد من المقرئين، منهم الشيخ محمد أحمد شبيب والذي ظهر كقارئ للقرآن الكريم في منطقة جنوب الدقهلية عام 1955م، والشيخ الشحات محمد أنور وابنيه أنور الشحات أنور ومحمود الشحات أنور والأول التحق بالإذاعة عام 2006م، والشيخ محمد الليثي.
وهناك مقلدون آخرون منهم الشيخ منصور جمعة منصور والشيخ أسعد أبو الجدايل والشيخ السعيد جمعة والشيخ جمال حسن الجمال.

### وفاته
توفي يوم الثامن من شهر مارس عام 1990م، ودفن في قرية القيطون مركز ميت غمر محافظة الدقهلية.

## وصلات خارجية
- مدونة الشيخ السعيد عبد الصمد، قصة حياة الشيخ السعيد عبد الصمد الزناتي.
- صفحة الشيخ السعيد على الفيس بوك  على فيسبوك.